# 九龍巴士270線
九龍巴士270線是香港上水一條來往翠麗花園及天平邨的循環巴士路線，為天平邨及翠麗花園居民提供來往上水站及石湖墟一帶的服務。

## 歷史
- 1989年11月27日：本線投入服務，最初來往天平邨及太平邨，途經上水火車站、新豐路、寶石湖路、彩園路往太平。當時本線使用豐田Coaster 24座位小型巴士（AT）。
- 1990年5月7日：本線改為繞經翠麗花園。
- 1990年9月16日：由於車費較高，加上當時寶石湖路因過境貨車增長過速以致經常塞車，太平邨居民寧步行往上水站乘搭九廣鐵路（今港鐵東鐵綫），引致客量欠理想，本線改為來往天平邨及翠麗花園，來回駛經上水火車站，並且降低收費。
- 1992年10月6日：增設由翠麗花園單向前往上水火車站的特別班次。
- 1996年6月24日：九巴開辦輔助線270P，由榮輝中心往翠麗花園，提供聯和墟往上水火車站的早晨特別服務（直至1999年9月5日因278K開辦而停駛）。
- 2004年5月9日，本線改為以循環線運作，並於天平路增設巴士站。
- 2014年9月27日：總站由天平邨遷往翠麗花園[2]
- 2015年9月5日：增設到站時間預報。[3]

## 服務時間及班次
| 翠麗花園開       | 翠麗花園開  | 翠麗花園開   |
| 日期             | 服務時間    | 班次（分鐘） |
| ---------------- | ----------- | ------------ |
| 星期一至五       | 05:30-06:15 | 15           |
| 星期一至五       | 06:15-06:35 | 10           |
| 星期一至五       | 06:35-07:20 | 9            |
| 星期一至五       | 07:20-08:20 | 7/8          |
| 星期一至五       | 08:20-09:00 | 8            |
| 星期一至五       | 09:00-13:00 | 12           |
| 星期一至五       | 13:00-16:00 | 15           |
| 星期一至五       | 16:00-17:30 | 9            |
| 星期一至五       | 17:30-18:30 | 12           |
| 星期一至五       | 18:30-21:30 | 15           |
| 星期一至五       | 21:30-00:30 | 20           |
| 星期六           | 05:30-07:00 | 15           |
| 星期六           | 07:00-08:00 | 12           |
| 星期六           | 08:00-13:00 | 10           |
| 星期六           | 13:00-14:00 | 12           |
| 星期六           | 14:00-17:30 | 15           |
| 星期六           | 17:30-19:30 | 12           |
| 星期六           | 19:30-22:30 | 15           |
| 星期六           | 22:30-00:30 | 20           |
| 星期日及公眾假期 | 05:30-09:00 | 15           |
| 星期日及公眾假期 | 09:00-11:00 | 12           |
| 星期日及公眾假期 | 11:00-12:00 | 10           |
| 星期日及公眾假期 | 12:00-15:00 | 12           |
| 星期日及公眾假期 | 15:00-19:30 | 15           |
| 星期日及公眾假期 | 19:30-00:30 | 20           |

## 收費
全程：$4.0
| - 本線設有12歲以下小童及65歲或以上長者半價優惠。 - 65歲或以上香港居民使用「樂悠咭」，以及12歲以下合資格殘疾兒童使用「殘疾人士身份」個人八達通繳付車資，均可享有每程$2.0或半價（以較低者為準）的票價優惠；12至64歲合資格殘疾人士使用「殘疾人士身份」個人八達通（包括「樂悠咭」），以及60至64歲香港居民使用「樂悠咭」繳付車資，均可享有每程$2.0或全費（以較低者為準）的票價優惠。 - 65歲或以上長者如使用長者或一般個人八達通繳付車資，則只可享有半價優惠；12至64歲合資格殘疾人士如不使用「殘疾人士身份」個人八達通，以及60至64歲人士如不使用「樂悠咭」繳付車資，必須繳付全費。 - 乘客可以現金或八達通於上車時付款，不設找續。 - 每位成人乘客可免費攜帶最多兩名4歲以下而不佔座位的兒童乘客乘車，超額之4歲以下小童必須繳付小童車費乘車。 - 持有「九巴月票」之乘客在車票有效期內，每日可享最多10程任何九龍巴士及龍運巴士路線（包括本路線，以及聯營路線的九龍巴士／龍運巴士提供的班次；惟乘搭機場「A」及「NA」線則可享原價二七折優惠（不會計算每天10次合資格車程））；而B1線則每日可享最多各2程（不會計算每天10次合資格車程）。 - 九龍巴士、城巴、龍運巴士及陽光巴士全職員工及家屬（不包括外判職員）可免費乘搭本路線，惟必須拍職員或職員家屬八達通。 - 乘客亦可透過多元化電子支付系統（e度嘟）繳付車資，包括使用非接觸式VISA卡、JCB卡、萬事達卡、銀聯卡、美國運通、大來國際、Discover Card、Apple Pay、Google Pay、Samsung Pay、AlipayHK「易乘碼」、支付寶、WeChatHK／微信支付「搭車碼」、銀聯雲閃付「乘車碼」及BOC Pay「乘車碼」。乘客使用此付款方式，使用此支付方式的乘客可享有中途下車之分段收費，以及與其他九巴／龍運獨營路線或聯營線九巴／龍運班次之轉乘優惠，惟不適用於與非九巴／龍運路線之轉乘優惠，亦不能享有「公共交通費用補貼計劃」及「長者及合資格殘疾人士公共交通票價優惠計劃」。 |

### 八達通轉乘優惠
乘客登上本線後150分鐘內以同一張八達通卡轉乘T270、270A或270B線往九龍，或從270A、270B線往上水登車後150分鐘內以同一張八達通卡轉乘本線，次程可獲$4.0/$4.2車資折扣優惠。

## 使用車輛
加設鳳溪社會服務綜合大樓分站時，由於整條鳳南路林蔭茂盛，兩邊路旁均種滿了不少樹木；故此只能在樹與樹之間的樹槽開闢巴士站站位，導致該站站位比一般路邊巴士站狹窄（同樣設計的巴士站還有同處天平路上的建造業訓練中心巴士站）。因此此站只能容納一道車門上落客，為避免乘客上落車時須經過馬路才能返回行人路；故此九巴指定本線只能採用單門的巴士行駛（而當14S線提供服務而須抽調本線的單層巴士行走時，本線亦只編配上落車門之間相距較短的丹尼士巨龍9.9米行駛）。直至2011年9月，鳳南路巴士站進行擴闊工程，以方便雙門巴士順利上落，九巴才安排1輛亞歷山大丹尼士Enviro 200 Dart（AAU29／RA4045）於2011年9月19日起上掛本線，為本路線第2部低地台巴士。而本線加入雙門巴士行走之後，每當雙門巴士於建造業訓練中心分站停站時，只會開啟上車門，並先讓車上的乘客落車，才讓於車站候車的乘客上車。
2012年2月18日起，此線換入五部富豪B7RLE單層低地台巴士（AVC32／PJ6977、AVC34／PJ7430、AVC43／RF4701、AVC45／RF5190、AVC46／RF5364），其中三部更為全新落地、剛於2012年2月出牌開始投入服務的巴士，大為提升本路線用車水平。隨後數日，唯一一輛的亞歷山大丹尼士Enviro 200 Dart（AAU29／RA4045）掛牌車亦被調換，由一輛富豪B7RLE（AVC47／RF6781）代替。成為73K線以外，另一條全線以富豪B7RLE為掛牌車的九巴北區路線。
現時用車包括4輛斯堪尼亞K230UB 12米 (ASC) 及2輛富豪B7RLE（AVC）單層低地台空調巴士，均屬上水車廠。其中一部掛牌車（AVC45／RF5190）於2012年4月3日起上掛「屋宇署－立即申報新界村屋僭建物」全車身廣告，為首部上掛全車身廣告的同款巴士。
另外，星期一至五午膳時間另有來自277X線的柯打，主要為Enviro 500MMC 12米（ATENU）。
| 車隊編號 | 車牌   |
| -------- | ------ |
| ASC1     | NV7050 |
| ASC2     | NV8552 |
| ASC7     | NX3286 |
| ASC8     | NX3459 |
| AVC43    | RF4701 |
| AVC47    | RF6781 |

## 行車路線
經：鳳南路、天平路、龍琛路、龍運街、新運路、龍琛路、天平路、天平邨巴士總站、天平路、龍琛路、龍運街、新運路、龍琛路、天平路及鳳南路。

### 走線圖

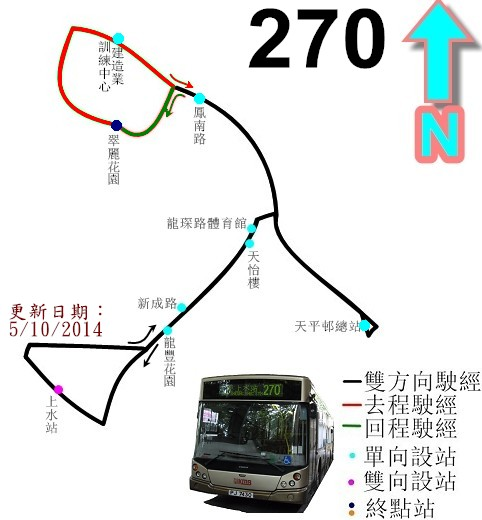

### 沿線車站

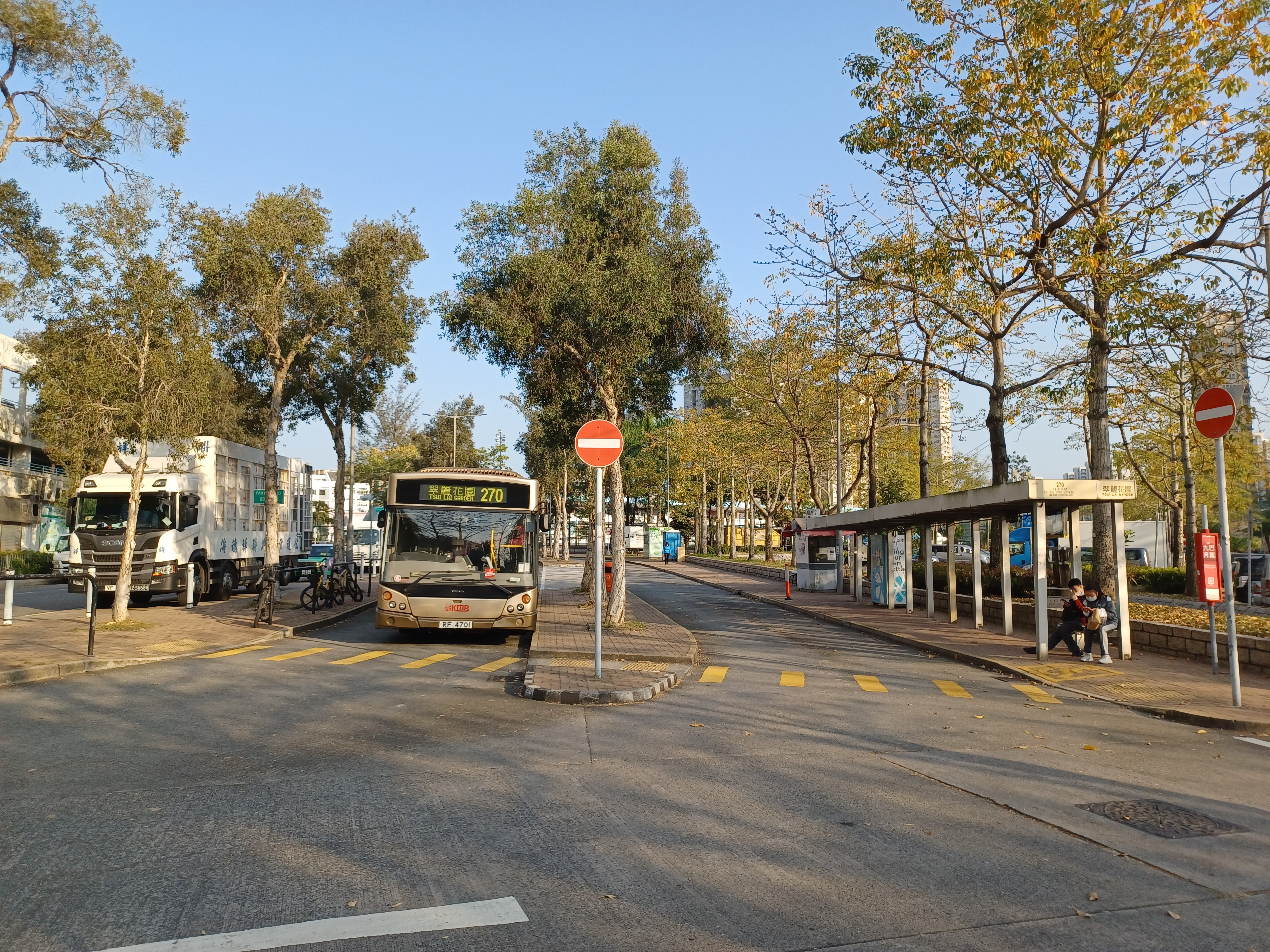
翠麗花園巴士總站

| 翠麗花園開 | 翠麗花園開         | 翠麗花園開       |
| 序號       | 車站名稱           | 位置             |
| ---------- | ------------------ | ---------------- |
| 1          | 翠麗花園巴士總站   | 翠麗花園巴士總站 |
| 2          | 建造業議會訓練中心 | 天平路           |
| 3          | 天平邨天怡樓       | 龍琛路           |
| 4          | 龍豐花園           | 龍琛路           |
| 5          | 上水站             | 新運路           |
| 6          | 上水新成路         | 龍琛路           |
| 7          | 龍琛路體育館       | 龍琛路           |
| 8          | 天平邨巴士總站     | 天平邨巴士總站   |
| 9          | 天平邨天怡樓       | 龍琛路           |
| 10         | 龍豐花園           | 龍琛路           |
| 11         | 上水站             | 新運路           |
| 12         | 上水新成路         | 龍琛路           |
| 13         | 龍琛路體育館       | 龍琛路           |
| 14         | 鳳南路             | 天平路           |
| 15         | 翠麗花園巴士總站   | 翠麗花園巴士總站 |

## 利用狀況
本線主要是方便天平邨及翠麗花園兩地居民來往上水站，或來往石湖墟一帶的商場及街市購物。但由於兩地步行來往十分近，且路況良好，部分路段更有林蔭遮陽，在非繁忙時間及若天氣許可，大多數居民會步行往返，以節省車費。